# لپ‌کرکی
لُپ‌کُرکی (نام علمی: Pseudocolaptes) نام یک سرده از خانواده مرغان تنورساز است.

## گونه ها
- لپ‌کرکی نواری, Pseudocolaptes boissonneautii
- لپ‌کرکی نخودی, Pseudocolaptes johnsoni
- لپ‌کرکی نخودی, Pseudocolaptes lawrencii